# Napad na Fort William and Mary
Napad na Fort William and Mary se je zgodilo v Portsmouthu v New Hampshiru 14. decembra 1774, ko so lokalni patrioti pod vodstvom Johna Langdona (politik) vdrli v utrdbo Fort William and Mary, ki je varovala ustje prometnega pristanišča. Premagali so šestčlanski odred oskrbnikov in zasegli smodnik garnizije, ki je bil razdeljen po več mestih v koloniji za morebitno uporabo v grozečem konfliktu z Veliko Britanijo. 15. decembra 1774 so patrioti pod vodstvom Johna Sullivana (general) ponovno napadli utrdbo in tokrat zasegli številne topove, ki so bili kasneje uporabljeni v ključni bitki pri Bunker Hillu.
Incident je pomemben kot eno prvih odkritih dejanj ameriške revolucionarne vojne in edina bitka, ki se je zgodila v zvezni državi New Hampshiru.